# Джон Туї
Джон Туї (англ. John Tui; народився 11 червня 1975) — новозеландський актор тонганського походження. Відомий ролями Анубіса «Доггі» Крюгера у серіалі Могутні рейнджери: Космічний патруль «Дельта» і Даггерона в «Могутні рейнджери: Містична сила». Обидва телесеріали зняті в Новій Зеландії. Також він знімався в таких голлівудських проєктах, як фільм «Форсаж: Гоббс та Шоу» та ситком «Молодий Скеля».

## Особисте життя
Туї народився 11 червня 1975 року в Окленді та виріс у його передсітсі Манурева. У 2002 році він одружився на Лії. Має чотирьох дітей, у тому числі синів-близнюків.

## Фільмографія

### Фільми
| Рік  | Фільм                       | Роль                                 | Примітки     |
| ---- | --------------------------- | ------------------------------------ | ------------ |
| 2003 | Leoleo io lou Uso           | Сяосі                                |              |
| 2003 | Cold Peas                   | Майкл                                |              |
| 2003 | Альтернатива                | Тасі                                 |              |
| 2006 | Весілля Сіони               | Тавіта                               |              |
| 2012 | Морський бій                | Головний старшина Волтер «Звір» Лінч |              |
| 2014 | Гоббіт: Битва п'яти воїнств | Болг                                 |              |
| 2015 | Народжені танцювати         | Зак                                  |              |
| 2018 | Соло: Історія Зоряних воєн  | Корсо                                |              |
| 2019 | Гоббс і Шоу                 | Кел Гоббс                            | [ 5 ]        |
| 2019 | Дикуни                      | Мойсей                               |              |
| 2020 | Легенда про барона Тоа      | Барон Тоа                            |              |
| 2026 | Ваяна                       | вождь Туї                            | Постпродакшн |

### Телебачення
| Рік            | Серіал                                        | Роль                                                                  | Примітки                   |
| -------------- | --------------------------------------------- | --------------------------------------------------------------------- | -------------------------- |
| 2005           | Могутні рейнджери: Космічний патруль «Дельта» | командир Анубіс «Доггі» Крюгер / Тіньовий рейнджер сержант Сільвербек | 38 серій                   |
| 2005           | Матаку                                        | Бонс                                                                  | Епізод: «Вибрані»          |
| 2006           | Могутні рейнджери Містична сила               | Даггерон / Solaris Knight                                             | 19 серій                   |
| 2006           | Шалені гроші                                  | Карлос Севеле                                                         | Епізод: «Тебе звуть жінка» |
| 2009           | Вперед дівчата                                | Тімбо                                                                 | 32 епізоди                 |
| 2010           | Шортленд-стріт                                | Доллар                                                                | 10 серій                   |
| 2012           | Могутні рейнджери: Самураї                    | Пестілокс                                                             | Епізод: «Тріщина у світі»  |
| 2013 рік       | Шортленд-стріт                                | Тревіс Корфілд                                                        | Повторювана роль           |
| 2021–2023 роки | Молодий Скеля                                 | Афа Аноаї                                                             | Повторювана роль           |
| 2024           | Слива                                         | Брік                                                                  | 5 серій                    |

### Короткометражні фільми
| Рік  | Фільм            | Роль         |
| ---- | ---------------- | ------------ |
| 2001 | Lying Flat       | Том          |
| 2002 | Kei Hea te Kuri? | Тока         |
| 2002 | Briefcase        | Великий Босс |
| 2002 | What Bro?        | Семі         |
| 2002 | Fepaki           | Семісі       |

### Театр
| Рік  | Вистава                   | Роль          |
| ---- | ------------------------- | ------------- |
| 2002 | Криваве весілля           | Дроворуб      |
| 2002 | Велика річка              | Раб           |
| 2002 | Юлій Цезар                | Марк Брут     |
| 2003 | Гамлет                    | Слуга Клавдія |
| 2003 | Never Long Gone           | Майкл         |
| 2003 | Отелло                    | Отелло        |
| 2003 | Обдарований тур — Вендель | батько        |

### Відеоігри
| Рік  | Назва       | Роль  |
| ---- | ----------- | ----- |
| 2023 | Overwatch 2 | Мауга |